# 베티고지 전투
베티고지 전투는 한국 전쟁 당시 경기도 연천군에서 발생한 전투이다.

## 작전경과
15일, 제6중대 2소대장 김만술 상사는 13일 ~ 14일간의 적 공격으로 전투력이 상실된 제7중대 1소대와 교대하여 '베티 고지' 방어임무를 인수했다. 그 날 19:00경, 약 1개소대 규모의 적이 각종 포의 지원 하에 공격을 개시, 아군포화를 뚫고 교통호까지 접근하여 백병전을 전개했다. 이때 교통호로 뛰어든 적을 소대장이 선두에서 총검으로 격살하자, 공포감에 질렸던 병사들이 일시에 용기를 얻어 용전분투한 결과 적은 다수의 시체를 유기한 채 패주했다. 22시, 적은 다시 동 고지 중앙봉을 중심으로 좌, 우측으로 1개 중대 및 2개 중대 병력으로 각각 공격을 재개했다.소대장은 지원포격과 사격으로 이를 저지하였으나, 일부 적이 교통호로 침입하여 수류탄을 투척하여 그중 1발이 동굴 내에서 폭발하여 소대의 무전기를 파괴했다. 소대장은 재빨리 총검과 수류탄으로 적 4명을 폭사시키고 소대원들도 계속 수류탄을 투척하여 적을 후퇴시켰다. 통신이 두절된 소대장은 24:00경, 연락병을 중대본부로 보내, 전황보고와 통신망 복구를 요청하였고 대대장은 즉시 대대통신병 4명을 파견해 줌으로써 16일 02:30경, 통신이 개통되어 중대와 연락을 유지할 수 있게 되었다. 04:00경, 적은 베티 고지와 그 좌측지점에서 각각 1개 소대규모를 투입시켜 공격하였으나,아군은 지근거리까지 유인하여 수류탄과 백병전으로 몰살시켰다. 이때 동굴에 접근하는 적 1명을 소대장이 총검으로 격살했다. 05:40, 적은 중앙봉 반사면에 1개 중대 규모이상의 병력을 투입시켜 공격을 계속하자 소대장은 수류탄전과 백병전(이때도 소대장이 3명의 적병을 사살)을 전개하였으나 수적으로 불리함을 직감하고 전소대원을 동굴 속으로 대피시키고 후방의 포사격과 더불어 진내사격을 실시한 결과 적은 북방으로 철수했다.06:00, 적은 안개 낀 틈을 이용, 중앙봉과 좌측봉으로부터 다시 공격을 계속하여 약 2시간에 걸친 혈투 끝에 적은 퇴각하고 말았다. (이때 치열한 백병전을 전개) 이와 같이 하여 제2소대는 07:30까지 18시간 반 동안 무려 19회에 걸쳐 도합 3개 대대 병력의 적과 싸워 동 고지를 끝까지 사수했다.

## 결과
중공군 피해는 전사 314명, 부상(추정)450명, 포로 3명 등 발생했고, 아군 피해는 전사 24명이었다. 김만술 소대장을 비롯하여 12명은 생환했다.적의 매복사격으로 인한 부상을 무릅쓰고 본부로 뛰어가 전황보고와 통신시설복구를 감행한 이강로 하사에겐 충무무공훈장, 각 분대의 분대장인 김순구 중사와 김흥규 중사는 화랑무공훈장을 수여받았고 김만술 상사는 이 전공으로 후일 한국과 미국의 최고무공훈장 금성태극훈장 및 십자훈장을 수여 받았다.

## 영화
- 1956년 격퇴
- 1980년 베티 고지의 영웅들

## 웹툰
[역사 웹툰] 1953 베티고지 전투 40:1
https://worldoftanks.asia/ko/news/webtoon/betty_battle/